# Mate Granić
Mate Granić (Baška Voda, 19. rujna 1947.), hrvatski političar, liječnik.
Osnovnu školu je završio u Baškoj Vodi i Makarskoj, gimnaziju u Splitu, a Medicinski fakultet u Zagrebu (1971.). 
Specijalizirao je internu medicinu i dijabetologiju.  
Profesionalnu liječničku karijeru izgradio je u klasi prof. dr. Zdenka Škrabala, a njegov pravi završni ispit bila je izgradnja Sveučilišne klinike Vuk Vrhovac kojeg je učinio međunarodno prepoznatljivim institutom za dijabetes i suradnom ustanovom Svjetske zdravstvene organizacije. 
Mate Granić i Zdenko Škrabalo uspjeli su izgraditi jedan od najboljih zavoda za dijabetes u ovom djelu Europe (1985.). Godine 1990. postaje dekan Medicinskog fakulteta u Zagrebu, kao najmlađi dekan u povijesti Zagrebačkog sveučilišta. Gostujući je profesor i gost predavač na Harvardovu sveučilištu, na Medicinskom fakultetu u Münchenu i na Kentucky Diabetes Foundation, te savjetnik Svjetske zdravstvene organizacije. 
Potpredsjednik Vlade Republike Hrvatske od 31. srpnja 1991. godine i ministar vanjskih poslova od 1. lipnja 1993. godine do 27. siječnja 2000. godine.  
Godine 1991. utemeljuje Ured za prognanike i izbjeglice, te organizira skrb za stotine tisuća prognanika i izbjeglica iz BiH. 
Bio je glavni pregovarač Vlade Republike Hravatske s bivšom Jugoslavenskom narodnom armijom (JNA) o deblokadi i evakuaciji vojarni, i potpisnik Sporazuma o povlačenju JNA 8. prosinca 1991. godine. 
1992. godine kao potpredsjednik Vlade RH potpisuje dokument o Pristupu Republike Hrvatske KESS-u.
1993. godine se uključuje u zaustavljanje sukoba na području BiH između Hrvata i Muslimana. 
1994. godine kao ministar vanjskih poslova bio je glavni pregovarač i potpisnik Bečkih i Washingtonskih Sporazuma. 
1995. godine zamjenik glavnog pregovarača Franje Tuđmana i potpisnik Daytonskog sporazuma. 
1996. godine potpisao je Sporazum o normalizaciji odnosa sa Saveznom Republikom Jugoslavijom (SRJ).
1997. godine potpisuje Sporazum o ulasku RH u Vijeće Europe. 
2000. godine bio je kandidat HDZ-a na izborima za predsjednika Republike. 
2000. godine u travnju osniva novu stranku Demokratski centar (DC).
2000. – 2003. godine predsjednik Odbora za europske integracije Hrvatskog sabora. 
2003. godine daje ostavku na mjesto predsjednika DC-a zbog loših izbornih rezultata.
2004. godine u travnju osniva poduzeće za političke i gospodarske analize (MAGRA d.o.o.).
U svibnju 2004., pod sumnjivim okolnostima, dolazi do pokretanja istrage protiv Mate Granića zbog navodnoga primanja mita. Županijski sud u Zagrebu 12. svibnja 2004. godine oslobađa ga krivnje, a Vrhovni Sud Republike Hrvatske žalbu USKOK-a odbacuje 21. listopad 2004. godine i zaključuje da u slučaju Granić-Bago nije bilo nikakvih osnovanih indicija za pokretanje zahtjeva za istragu. 
U sječnju 2005. godine Mate Granić postaje posebni savjetnik Predsjedništva HSP-a. 
Godine 2007. je Granić prvi dekan NCL Visoke novinarske škole,koja danas djeluje kao dio Veleučilišta VERN'.  
U studenome 2005., godine izdaje knjigu VANJSKI POSLOVI - iza kulisa politike U knjizi govori o svom putu od Baške Vode do Banskih dvora i svih svjetskih metropola; od dekanske časti i glavnog pregovarača u hrvatskim mirovnim bitkama do istražnog zatvora. 